# 庫嫩
庫嫩（西班牙語：Cunén），是危地馬拉的城鎮，位於該國中西部，由基切省負責管轄，距離基切省聖克魯斯68公里，面積160平方公里，海拔高度1,930米，2002年人口25,595，人口密度每平方公里159.97人。
15°20′N 91°02′W / 15.333°N 91.033°W